# مديرية الخوخة

تعديل مصدري - تعديل

مديرية الخوخة إحدى مديريات محافظة الحديدة في غرب اليمن. بلغ عدد سكانها 33764 نسمة عام 2004. تضم جزيرة حنيش الكبرى. مركزها مدينة الخوخة.

موقع مديرية الخوخة في محافظة الحديدة

## التسمية
كانت من الموانئ اليمنية القديمة لتصدير البن عرفت قديماً بالخوخة ومعناها (النافذة أو الفتحة الصغيرة التي يدخل منها الضوء إلى المنزل).

## الموقع
تقع في أقصى جنوب محافظة الحديدة على الحدود مع محافظة تعز. يقع مركزها مدينة الخوخة على بعد 163 كم إلى الجنوب من مدينة الحديدة ويربطها بمدينة حيس طريق أسفلتي طوله 28 كم، تتوسط مصبي وادي زبيد من الشمال ووادي رسيان من الجنوب.

## السكان
يعمل معظم السكان في اصطياد الأسماك ويقطنون في 45 تجمعاً سكانياً.

## الشواطئ
شواطئ المديرية طويلة ورائعة تتمتع بطبيعة ساحرة وإطلالة على البحر في غاية الجمال وروعة الطبيعة البكر، كما تتميز بتوافر المياه العذبة على عمق سنتمترات قليلة عن سطح الأرض ولا يفصلها عن البحر سوى أمتار، يتوافر بها عدد من المنشآت السياحية ومراكز الغوص. ومن هذه الشواطئ شاطئ القطابا – الكداح – أبو زهر.

## المعالم الأثرية
- الجامع الكبير بمدينة الخوخة: يقع هذا الجامع غرب سوق المدينة ويعود تاريخ بنائه إلى عصر الرسولية وقد بناه الملك المظفر «يوسف بن عمر» عام 647 – 694هـ، وجدد في فترات متلاحقة ما عدا مئذنته التي يبلغ ارتفاعها 20 متر ما تزال قائمة بطابعها القديم.
- دار العميسي: مبنى يقع شرق سوق مدينة الخوخة. البناء قديم عمره يزيد على 200 عام مصمم على نمط الحصون الحربية القديمة التي تحتوي على متاريس وفتحات تغطي كافة الاتجاهات من حول الدار وزواياها، ويستخدم حالياً سكناً لأحد أحفاد العميسي.
- مسجد علي بموشج: مسجد أثري قديم يقع في قرية موشج جنوب مدينة الخوخة ينسب بناؤه إلى الخليفة الرابع علي بن أبي طالب وينسب إلى علي بن مهدي الرعيني.
- مسجد دريب: مسجد أثري قديم يقع بقرية موشج يعود تأسيسه إلى سنة 1295هـ ينسب بناؤه إلى عبد الله بن عبد الله دريب.